# 伊塔普伊
伊塔普伊是巴西圣保罗州的一个市镇。总面积139.666平方公里，总人口11605人，人口密度83.1人/平方公里。